# Aleksandr Selivanov
Aleksandr Iourievitch Selivanov - en russe Александр Юрьевич Селиванов - (né le 23 mars 1971 à Moscou en URSS) est un joueur professionnel russe de hockey sur glace devenu entraîneur. Il évolue au poste d'attaquant devenu entraîneur.

## Carrière
En 1989, il commence sa carrière avec son club formateur du HK Spartak Moscou dans le championnat d'URSS. Il est repêché en 6e ronde en 140e au total par les Flyers de Philadelphie au repêchage d'entrée de 1994. Échangé, il débute dans la Ligue nationale de hockey avec le Lightning de Tampa Bay. Il porte également les couleurs des Oilers d'Edmonton et des Blue Jackets de Columbus. En 2001, il revient en Europe en signant chez les Francfort Lions en DEL. Il a également joué dans la Superliga, dans la LNA et l'Eredivisie.

## Trophées et honneurs personnels
Superliga
- 1992 : nommé dans la meilleure ligne (Aleksandr Selivanov - Aleksandr Barkov - Alekseï Tkatchouk).
- 2002 : participe au Match des étoiles avec l'équipe Est.

DEL
- 2002 : participe au Match des étoiles.
- 2004 : participe au Match des étoiles.
- 2005 : participe au Match des étoiles.
- 2006 : termine meilleur buteur.

## Statistiques
| Saison     | Équipe                   | Ligue         |     | Saison régulière | Saison régulière | Saison régulière | Saison régulière | Saison régulière |    | Séries éliminatoires | Séries éliminatoires | Séries éliminatoires | Séries éliminatoires | Séries éliminatoires |
| Saison     | Équipe                   | Ligue         | PJ  | B                | A                | Pts              | Pun              | PJ               | B  | A                    | Pts                  | Pun                  |                      |                      |
| 1988-1989  | Spartak Moscou           | URSS          | 1   | 0                | 0                | 0                | 0                |                  |    |                      |                      |                      |                      |                      |
| 1989-1990  | Spartak Moscou           | URSS          | 3   | 0                | 0                | 0                | 0                |                  |    |                      |                      |                      |                      |                      |
| 1990-1991  | Spartak Moscou           | URSS          | 21  | 3                | 1                | 4                | 6                |                  |    |                      |                      |                      |                      |                      |
| 1991-1992  | Spartak Moscou           | Superliga     | 31  | 6                | 7                | 13               | 16               |                  |    |                      |                      |                      |                      |                      |
| 1992-1993  | Spartak Moscou           | Superliga     | 42  | 12               | 19               | 31               | 66               |                  |    |                      |                      |                      |                      |                      |
| 1993-1994  | Spartak Moscou           | Superliga     | 45  | 30               | 11               | 41               | 50               |                  |    |                      |                      |                      |                      |                      |
| 1994-1995  | Knights d'Atlanta        | LIH           | 4   | 0                | 3                | 3                | 2                | --               | -- | --                   | --                   | --                   |                      |                      |
| 1994-1995  | Wolves de Chicago        | LIH           | 14  | 4                | 1                | 5                | 8                | --               | -- | --                   | --                   | --                   |                      |                      |
| 1994-1995  | Lightning de Tampa Bay   | LNH           | 43  | 10               | 6                | 16               | 14               | --               | -- | --                   | --                   | --                   |                      |                      |
| 1995-1996  | Lightning de Tampa Bay   | LNH           | 79  | 31               | 21               | 52               | 93               | 6                | 2  | 2                    | 4                    | 6                    |                      |                      |
| 1996-1997  | Lightning de Tampa Bay   | LNH           | 69  | 15               | 18               | 33               | 61               | --               | -- | --                   | --                   | --                   |                      |                      |
| 1997-1998  | Lightning de Tampa Bay   | LNH           | 70  | 16               | 19               | 35               | 85               | --               | -- | --                   | --                   | --                   |                      |                      |
| 1998-1999  | Lumberjacks de Cleveland | LIH           | 2   | 0                | 1                | 1                | 4                | --               | -- | --                   | --                   | --                   |                      |                      |
| 1998-1999  | Lightning de Tampa Bay   | LNH           | 43  | 6                | 13               | 19               | 18               | --               | -- | --                   | --                   | --                   |                      |                      |
| 1998-1999  | Oilers d'Edmonton        | LNH           | 29  | 8                | 6                | 14               | 24               | 2                | 0  | 1                    | 1                    | 2                    |                      |                      |
| 1999-2000  | Oilers d'Edmonton        | LNH           | 67  | 27               | 20               | 47               | 46               | 5                | 0  | 0                    | 0                    | 8                    |                      |                      |
| 2000-2001  | Blue Jackets de Columbus | LNH           | 59  | 8                | 11               | 19               | 38               | --               | -- | --                   | --                   | --                   |                      |                      |
| 2001-2002  | Frankfurt Lions          | DEL           | 58  | 26               | 35               | 61               | 87               | --               | -- | --                   | --                   | --                   |                      |                      |
| 2002-2003  | Metallourg Magnitogorsk  | Superliga     | 30  | 6                | 6                | 12               | 28               | 1                | 0  | 0                    | 0                    | 0                    |                      |                      |
| 2003-2004  | Krefeld Pinguine         | DEL           | 30  | 14               | 11               | 25               | 14               | --               | -- | --                   | --                   | --                   |                      |                      |
| 2003-2004  | SKA Saint-Pétersbourg    | Superliga     | 21  | 1                | 6                | 7                | 10               | --               | -- | --                   | --                   | --                   |                      |                      |
| 2004-2005  | Krefeld Pinguine         | DEL           | 50  | 18               | 24               | 42               | 101              | --               | -- | --                   | --                   | --                   |                      |                      |
| 2005-2006  | Krefeld Pinguine         | DEL           | 51  | 30               | 29               | 59               | 101              | 5                | 0  | 1                    | 1                    | 6                    |                      |                      |
| 2006-2007  | Krefeld Pinguine         | DEL           | 52  | 15               | 25               | 40               | 62               | 2                | 0  | 0                    | 0                    | 4                    |                      |                      |
| 2007-2008  | Krefeld Pinguine         | DEL           | 32  | 10               | 11               | 21               | 24               | --               | -- | --                   | --                   | --                   |                      |                      |
| 2007-2008  | Fribourg-Gottéron        | LNA           | 3   | 1                | 0                | 1                | 2                |                  |    |                      |                      |                      |                      |                      |
| 2008-2009  | EV Duisbourg             | DEL           | 47  | 18               | 22               | 40               | 48               | --               | -- | --                   | --                   | --                   |                      |                      |
| 2009-2010  | HYS La Haye              | Eredivisie    | 25  | 16               | 33               | 49               | 63               | 5                | 2  | 2                    | 4                    | 6                    |                      |                      |
| 2010-2011  | SC Bietigheim-Bissingen  | 2. bundesliga | 3   | 0                | 0                | 0                | 2                | -                | -  | -                    | -                    | -                    |                      |                      |
| 2010-2011  | EV Duisbourg             | Oberliga      | 34  | 27               | 35               | 62               | 22               | 9                | 5  | 6                    | 11                   | 10                   |                      |                      |
| 2011-2012  | HYS La Haye              | Eredivisie    | 36  | 25               | 29               | 54               | 26               | 8                | 1  | 10                   | 11                   | 8                    |                      |                      |
| Totaux LNH | Totaux LNH               | Totaux LNH    | 459 | 121              | 114              | 235              | 379              | 13               | 2  | 3                    | 5                    | 16                   |                      |                      |